# Trindtjärnen (Norsjö socken, Västerbotten, 720860-169223)
Trindtjärnen är en sjö i Norsjö kommun i Västerbotten och ingår i Skellefteälvens huvudavrinningsområde.